# International University of Cooperative Education Freiburg
Die International University of Cooperative Education Freiburg (IUCE) war eine private duale Hochschule, die von 2009 bis 2012 praxisnahe duale Studiengänge anbot. Nachdem die Hochschule mit Genehmigung des baden-württembergischen Wissenschaftsministeriums und einer Programmakkreditierung der Akkreditierungsagentur ACQUIN zunächst den Lehrbetrieb aufgenommen hatte, wurde ihr die institutionelle Akkreditierung im Frühjahr 2012 durch den Wissenschaftsrat verweigert. In der Folge wurde die Hochschule durch eine Kooperationsvereinbarung Teil und Studienort der Internationalen Berufsakademie Darmstadt. Deren staatliche Anerkennung wurde vom hessischen Ministerium auf den IBA Studienort Freiburg erweitert, so dass die internationale Berufsakademie staatlich anerkannte Bachelorabschlüsse verleihen durfte. Seit 1. Juni 2017 gehört die ehemalige IUCE zur Internationalen Studien- und Berufsakademie (ISBA).
Das Konzept der ISBA, bei dem sich Studieneinheiten und Praxiseinsätze in Unternehmen in dreimonatlichem Rhythmus abwechselten, ist vergleichbar mit dem staatlichen Konzept der Berufsakademie bzw. der Dualen Hochschule Baden-Württemberg. Der Freiburger Standort verfügt neben einem Campus mit Infrastruktur auch über ein eigenes Studentenwohnheim mit 114 Apartments.

## Geschichte

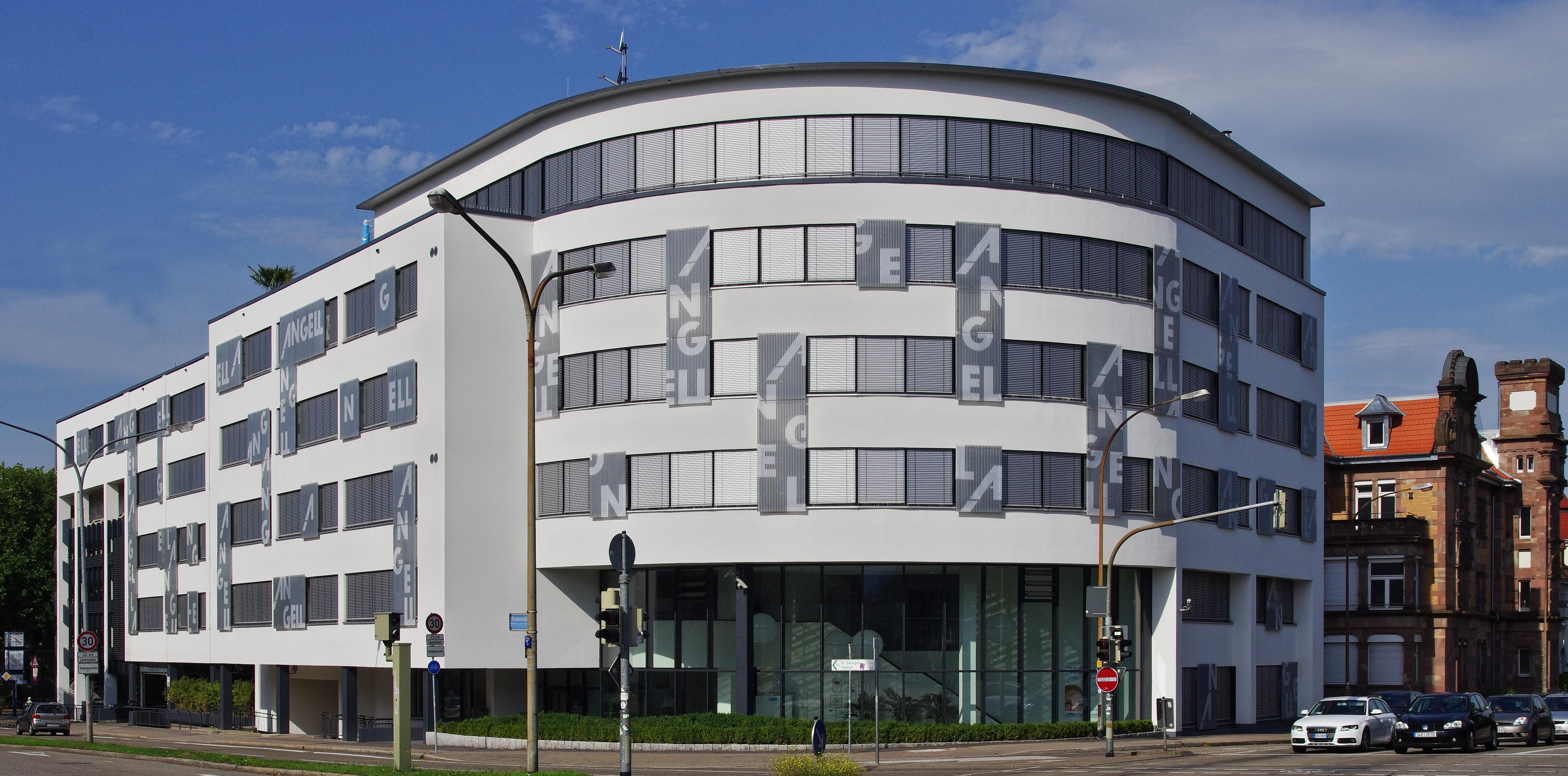
Angell Business School

Der ehemalige Universitätsrektor Wolfgang Jäger war Vorsitzender der Gründungskommission der IUCE Freiburg. Die drei Gesellschafter der Hochschule waren deren Leiter Robert Wetterauer, seine Mutter und ein Onkel von ihm. Die Hochschule gehörte zum Angell-Verbund, auf dessen Campus sie sich befindet. Bei Gründung wurde das renovierte Gebäude des ehemaligen französischen Konsulats an der Kronen- und Lessingstraße genutzt, das 1992 aus Kostengründen geschlossen worden war.
Die Studiengänge der IUCE wurden am 22. September 2009 durch die Akkreditierungsagentur ACQUIN bis 2014 akkreditiert (Programmakkreditierung). Im gleichen Jahr wurde mit 31 Studenten der Lehrbetrieb aufgenommen.
Am 30. Januar 2012 wurde der Hochschule die institutionelle Akkreditierung durch den Wissenschaftsrat verweigert, da sie nicht den wissenschaftlichen Maßstäben einer Hochschule entspräche und das Finanzierkonzept als risikobehaftet eingestuft wurde. Die Hochschule kündigte im folgenden Monat an, nachbessern zu wollen, um doch noch eine Akkreditierung zu erhalten. Im März 2012 gelang es der IUCE eine Kooperation mit der Stuttgarter AKAD-Privathochschule zu bilden, um die staatliche Anerkennung der 30 Absolventen im Herbst 2012 sicherzustellen. Die Studenten konnten somit den ursprünglich angestrebten und staatlich anerkannten Bachelorabschluss auf dem Campus der IUCE absolvieren. Dennoch verließen ca. 35 Studierende die Hochschule, die allerdings unter Anerkennung ihrer bisherigen Leistungen bei anderen Bildungseinrichtungen ihr Studium fortsetzen konnten. Die Hochschule wurde im August 2012 inklusive des Lehrkörpers und Studenten von der Darmstädter IBA übernommen. Die IUCE existiert fortan als Dienstleiter und beschäftigt Verwaltungsangestellte. Wetterauer fungierte als Prokurist und vertrat die IBA am Studienort Freiburg. Die IBA nutzt später nicht mehr das ehemalige Konsulat, sondern hat ein anderes Gebäude auf dem Angell-Campus gemietet.
Seit 1. Juni 2017 ist die ehemalige IUCE ein Standort der ISBA – Internationale Studien- und Berufsakademie gGmbH. Die ISBA befindet sich, ebenso wie die IBA, im Besitz der F+U Unternehmensgruppe. Zudem sind das Kolping-Bildungswerk Württemberg und die Angell-Akademie an der ISBA beteiligt, die 2015 durch den Umzug der Berufsakademie Nordhessen nach Saarbrücken entstanden war. Begründet wurde der Wechsel von IBA zu ISBA mit der Möglichkeit, Bachelorstudiengänge als duale, berufsbegleitende Weiterbildungsangebote anbieten zu können. Diese ist im saarländischen Berufsakademiegesetz vorgesehen, im hessischen jedoch nicht.

## International Business Management
Das Studium International Business Management gliedert sich in drei Modulgruppen. Die beiden Modulgruppen Betriebswirtschaftslehre (International Business) und Wirtschaftswissenschaftliche Disziplinen (Volkswirtschaftslehre, Rechtslehre, Mathematik, Statistik, Sprachen, Fächer zur Vermittlung von Sozial- und Methodenkompetenzen) werden von den Studierenden aller Studienbereiche besucht. Als dritte Modulgruppe stehen die Studienbereiche Hotelmanagement, Immobilienwirtschaft, Marketing und Sportmanagement zur Wahl.
Der zu erwerbende Bachelor-Abschluss berechtigt zum Masterstudium an einer anderen Hochschule.

## Physiotherapie
In Kooperation mit der ANGELL Akademie wird ein ausbildungsintegrierter Bachelor-Studiengang Physiotherapie angeboten.